# COA
Certyfikat Autentyczności Microsoft COA (ang. Certificate of Authenticity) – etykieta pozwalająca rozpoznać oryginalne oprogramowanie firmy Microsoft. Umieszczana jest na obudowie komputera lub na opakowaniu produktu, w zależności od jego wersji.
Celem numeru COA jest ułatwienie weryfikacji autentyczności produktu. Pomaga także w kwestiach produkcyjnych i dystrybucji.
Dla klienta nie ma żadnego znaczenia licencyjnego.
Dla użytkownika najważniejszy jest klucz produktu (ang. Product Key) w formacie XXXXX-XXXXX-XXXXX-XXXXX-XXXXX, świadczący o jego indywidualnym numerze seryjnym.
COA Base Stock Number (umieszczony najczęściej pionowo po prawej stronie naklejki) określa serię produktu, np.:
X11 – xxxxx – XP
X13 – xxxxx – Vista
X15 – xxxxx – 7
X16 – xxxxx – 7 wersja finalna z Service Pack.
COA Tracking Number i Bar Code (indywidualny dla danego produktu) znajduje się zależnie od wersji naklejki nad lub pod kodem paskowym (Bar Code) w pionie lub poziomie w formacie np.
00144-XXX-XXX-XXX
00039-XXX-XXX-XXX.
MS End-Item Number posiada format XXX-XXXXX i może być umieszczony pionowo lub poziomo zależnie od wersji naklejki (np. z osobnym kodem kreskowym).
Zgodnie z polityką licencjonowania produktów firmy Microsoft każdy nowy komputer z zainstalowanym systemem operacyjnym MS Windows (z wyjątkiem grupowej licencji typu MOLP), poczynając od wersji Windows 98 do Windows 10, powinien posiadać przyklejoną naklejkę z numerem seryjnym Product Key i COA na obudowie komputera lub na opakowaniu. Pozostałe produkty niebędące systemami, np. MS Office, VB itp., posiadają własne COA i Product Key, lecz nie wymagają osobnej naklejki na obudowę jednostki centralnej.
W przypadku produktów OEM i indywidualnych jedno-licencyjnych produktów użytkownicy odpowiadają za całkowitą zgodność liczby instalacji na stanowiskach roboczych zgodnie z liczbą zakupionych licencji posiadających COA. W Windows 8 etykieta OEM nie musi zawierać klucza produktu, gdyż jest to holograficzny znaczek.